# Trí tuệ tập thể

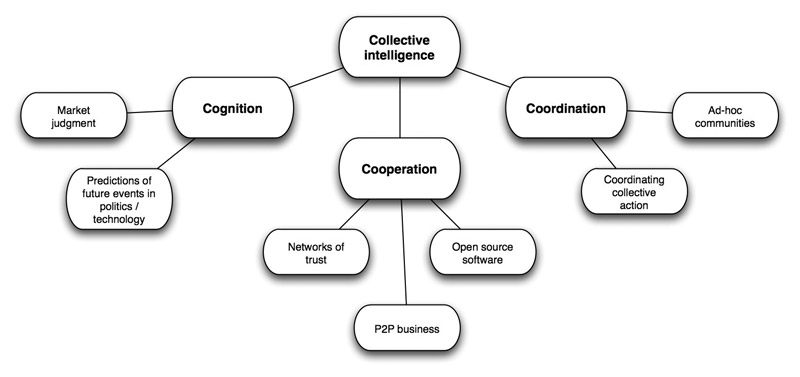

Trí tuệ tập thể (CI - trong tiếng Anh: collective intelligence) là một dạng trí tuệ được chia sẻ hoặc trí tuệ nhóm xuất hiện từ sự hợp tác, nỗ lực tập thể và sự cạnh tranh của nhiều cá nhân, và cũng xuất hiện trong những quyết định từ sự đồng thuận. Thuật ngữ này xuất hiện trong sinh học xã hội, khoa học chính trị và trong bối cảnh hàng loạt các ứng dụng của bình duyệt ngang hàng và crowdsourcing. Nó có thể liên quan đến sự đồng thuận, vốn xã hội và các hình thức như hệ thống bầu cử, phương tiện truyền thông xã hội và các phương tiện định lượng hoạt động quần chúng khác. Một thước đo cho trí tuệ tập thể là IQ tập thể. Trí tuệ tập thể cũng xuất hiện đối với vi khuẩn và động vật.

### Tiếng Anh
- Brown, Philip; Lauder, Hugh (2000). "Collective intelligence". Trong S. Baron; J. Field; T Schuller (biên tập). Social Capital: Critical Perspectives. New York: Oxford University Press. ISBN 9780191583247.
- Brown, Philip; Lauder, Hugh (2001). "Collective intelligence (chapter 13)". Trong Brown; Lauder (biên tập). Capitalism and social progress: the future of society in a global economy. Palgrave. ISBN 9780333985380.
- Fadul, Jose A. (2009). "Collective Learning: Applying Distributed Cognition for Collective Intelligence". The International Journal of Learning. Quyển 16 số 4. tr. 211–220. doi:10.18848/1447-9494/cgp/v16i04/46223.
- CIA. (2008). The World Factbook Lưu trữ ngày 5 tháng 1 năm 2010 tại Wayback Machine. (accessed ngày 3 tháng 9 năm 2008)
- Fladerer, Johannes-Paul (2019). The Wisdom of the Many: How to create Self-Organisation and how to use Collective Intelligence in Companies and in Society From Management to ManagemANT. Norderstedt: BoD. ISBN 978-3750422421.
- Flew, Terry (2008). New Media: an introduction. Melbourne: Oxford University Press.
- Hamann, Heiko (2018). Swarm Robotics: A Formal Approach. New York: Springer. ISBN 9783319745282.
- Hofstadter, Douglas (1979). Gödel, Escher, Bach: an Eternal Golden Braid. New York: Basic Books.
- Leiner, Barry, Cerf, Vinton, Clark, David, Kahn, Robert, Kleinrock, Leonard, Lynch, Daniel, Postel, Jon, Roberts, Larry and Wolff, Stephen. 2003. A Brief History of the Internet. Version 3.32 (accessed ngày 3 tháng 9 năm 2008)
- Noubel, Jean-François; (2004, rev. 2007), "Collective Intelligence: the Invisible Revolution"
- Por, George (1995). "The Quest for Collective intelligence". Trong K. Gozdz (biên tập). Community Building: Renewing Spirit and Learning in Business. San Francisco: New Leaders Press.
- Rheingold, Howard (2002). Smart Mobs: The Next Social Revolution. Basic Books.
- Ron, Sun (1979). Cognition and Multi-Agent Interaction. Cambridge University Press.
- Rosenberg, L. (2015). Human Swarms, a real time method for Collective Intelligence. Proceedings of the European Conference on Artificial Life (ECAL 2015), pp. 658–659.
- Riedl, Christoph; Blohm, Ivo; Leimeister, Jan Marco; Krcmar, Helmut (2010). "Rating Scales for Collective Intelligence in Innovation Communities: Why Quick and Easy Decision Making Does Not Get It Right" (PDF). {{Chú thích tạp chí}}: Chú thích magazine cần |magazine= (trợ giúp)
- Leimeister, Jan Marco (2010). "Intelligence". Lưu trữ bản gốc ngày 26 tháng 7 năm 2011. {{Chú thích tạp chí}}: Chú thích magazine cần |magazine= (trợ giúp)
- Roy Chowdhury, Soudip; Rodriguez, Carlos; Daniel, Florian; Casati, Fabio (2010). Wisdom-aware computing: on the interactive recommendation of composition knowledge. Icsoc'10. tr. 144–155. ISBN 9783642193934.
- Stephen R. Diasio, Nuria Agell, "The evolution of expertise in decision support technologies: A challenge for organizations," cscwd, pp. 692–697, 2009 13th International Conference on Computer Supported Cooperative Work in Design, 2009. https://web.archive.org/web/20121009235747/http://www.computer.org/portal/web/csdl/doi/10.1109/CSCWD.2009.4968139
- Raven, Jean, biên tập (2008). Uses and Abuses of Intelligence. Unionville (NY): Royal Fireworks Press. ISBN 978-0-89824-356-7. {{Chú thích sách}}: Đã bỏ qua tham số không rõ |lay-url= (trợ giúp)
- Kaiser, C., Kröckel, J., Bodendorf, F. (2010). Swarm Intelligence for Analyzing Opinions in Online Communities. Proceedings of the 43rd Hawaii International Conference on System Sciences, pp. 1–9.
- Radakov, Dmitriĭ Viktorovich (1973). J. Wiley (biên tập). Schooling in the ecology of fish.

- Blog of Collective Intelligence
- GFIS – Global Futures Intelligence System
- CIRI – the Collective Intelligence Research Institute Lưu trữ ngày 12 tháng 3 năm 2012 tại Wayback Machine – a R&D non-profit organization on collective intelligence
- An application of Collective Intelligence for the Global Climate Change Situation Room Lưu trữ ngày 6 tháng 11 năm 2020 tại Wayback Machine designed and implemented by The Millennium Project in Gimcheon, South Korea in 2009.
- MIT Handbook of Collective Intelligence
- Cultivating Society's Civic Intelligence Lưu trữ ngày 16 tháng 2 năm 2006 tại Wayback Machine Doug Schuler Journal of Society, Information and Communication, vol 4 No. 2.
- Jennifer H. Watkins (2007). Prediction Markets as an Aggregation Mechanism for Collective Intelligence Los Alamos National Laboratory article on Collective Intelligence
- Hideyasu Sasaki (2010). International Journal of Organizational and Collective Intelligence (IJOCI), vol 1 No. 1.
- Olivier Zara, Managing Collective Intelligence, Toward a New Corporate Governance, Axiopole editions, 2004
- The collective intelligence framework, open-source framework for leveraging collective intelligence
- Raimund Minichbauer (2012). Fragmented Collectives. On the Politics of "Collective Intelligence" in Electronic Networks, transversal 01 12, 'unsettling knowledges'